# Gérard de Caffarelli
Pour les articles homonymes, voir Caffarelli.
Gérard de Caffarelli, né le 11 décembre 1926 à Vaunoise dans l’Orne et mort le 17 mai 2011 au Nouvion-en-Thiérache, est un exploitant agricole et un syndicaliste français.

## Biographie
Élève à l’école Saint-Martin-de-France à Pontoise, il poursuit ses études à l’École supérieure d'agriculture et de viticulture d'Angers.
De 1953 à 1956, il est président du Centre des jeunes agriculteurs de l’Aisne, puis de 1962 à 1970, président de l’Union des syndicats agricoles de l’Aisne.
De 1959 à 1963, il est secrétaire général adjoint, puis de 1963 à 1971, président de la Fédération nationale des syndicats d’exploitants agricoles (FNSEA). De 1962 à 1970, il est par ailleurs président de l’Union des syndicats agricoles de l’Aisne.
Entre 1977 et mars 2001, il est aussi maire de la commune de Leschelle, située dans l'Aisne, où la famille dispose d'un château.
Il est par la suite président de l’Association nationale pour le développement agricole de 1972 à 1976, membre du conseil d’administration de l’Institut national de la recherche agronomique (INRA) de 1972 à 1978 et membre du Conseil économique et social de la CEE entre 1973 et 1987.

## Distinctions
- Commandeur de la Légion d'honneur[3]
- Commandeur de l'ordre national du Mérite
- Commandeur de l'ordre du Mérite agricole